# Csarandzsit Szingh
Csarandzsit Szingh (Una, Himácsal Prades, 1931. február 22. – Una, Himácsal Prades, 2022. január 27.) olimpiai bajnok indiai gyeplabdázó.

## Pályafutása
Az indiai válogatott tagjaként az 1960-as római olimpián ezüst-, az 1964-es tokióin aranyérmes lett. Az 1962-es Ázsia-játékokon Jakartában ezüstérmet szerzett a válogatottal.

## Sikerei, díjai
- Olimpiai játékok
  - aranyérmes: 1964, Tokió
  - ezüstérmes: 1960, Róma
- Ázsia-játékok
  - ezüstérmes: 1962, Jakarta